# Чемпіонат світу з боксу серед жінок 2005
ІІІ Чемпіонат світу з боксу серед жінок відбувся 26 вересня — 2 жовтня 2005 року в Подольську в Росії.
Бої проходили у 13 вагових категоріях. У чемпіонаті взяло участь 152 боксерки, що представляли 28 національних федерацій.
Україну представляли: Оксана Штакун, Світлана Коркишко, Вікторія Руденко, Людмила Грицай, Олександра Сидоренко, Яна Зав'ялова, Саїда Гасанова, Олександра Козлан, Тетяна Іваненко, Ольга Новікова, Ірина Комар.

## Медалістки
| Категорія: | Золото:           | Срібло:        | Бронза:                               |
| до 46 кг   | Мері Ком          | Чон Ок         | Гретхен Абаніель Олена Сабітова       |
| до 48 кг   | Олеся Гладкова    | Рі Йон Х'ян    | Єсіка Бопп Камелія Негря              |
| до 50 кг   | Сімона Галассі    | Рі Х'ян Мі     | Чоудхурі Калпана Вікторія Усаченко    |
| до 52 кг   | Софія Очігава     | Сюмейра Кая    | Вікторія Руденко Саміха Яссан         |
| до 54 кг   | Міхаела Чижевські | Діна Бургер    | Саріта Деві Лаішрам Пак Кьон Ок       |
| до 57 кг   | Олена Карпачьова  | Юн Кум Жу      | Сандра Бізьє Жужана Жукнаї            |
| до 60 кг   | Тетяна Чалая      | Гюльсюм Татар  | Кан Кум Ху Мартінес Мітчел            |
| до 63 кг   | Юлія Немцова      | Сесілія Брехус | Кетлін Данн Вінні Баск Сковгаард      |
| до 66 кг   | Мері Спенсер      | Ірина Синецька | Івонн Бек Расмуссен Олександра Козлан |
| до 70 кг   | Ольга Славинська  | Аріанна Фортін | Ченхіттаіл Асвахімол Нуркан Чаркчі    |
| до 75 кг   | Анна Лорелл       | Ольга Новікова | Аніта Душа Марія Яворська             |
| до 80 кг   | Галина Іванова    | Сельма Ягджи   | Тайлер Лорд-Вайлдер Беата Малек       |
| вище 80 кг | Марія Ковач       | Шемси Ярали    | Джиотсана Харьяна Марія Рейнгардт     |

## Медальний залік
| Медальний залік |                |        |        |        |       |
| Місце           | Держава        | Золото | Срібло | Бронза | Разом |
| 1               | Росія          | 7      | 1      | 4      | 12    |
| 2               | Канада         | 1      | 1      | 2      | 4     |
| 3               | Індія          | 1      | 0      | 4      | 5     |
| 4               | Угорщина       | 1      | 0      | 2      | 3     |
| 5               | Румунія        | 1      | 0      | 1      | 2     |
| 6               | Італія         | 1      | 0      | 0      | 1     |
| 6               | Швеція         | 1      | 0      | 0      | 1     |
| 8               | Північна Корея | 0      | 4      | 2      | 6     |
| 9               | Туреччина      | 0      | 4      | 1      | 5     |
| 10              | Україна        | 0      | 1      | 2      | 3     |
| 11              | Норвегія       | 0      | 1      | 0      | 1     |
| 11              | Швейцарія      | 0      | 1      | 0      | 1     |
| 13              | Данія          | 0      | 0      | 2      | 2     |
| 13              | Філіппіни      | 0      | 0      | 2      | 2     |
| 15              | Польща         | 0      | 0      | 1      | 1     |
| 15              | США            | 0      | 0      | 1      | 1     |
| 15              | Аргентина      | 0      | 0      | 1      | 1     |
| 15              | Єгипет         | 0      | 0      | 1      | 1     |
| Разом           | 18 держав      | 13     | 13     | 26     | 52    |